# 요코스카 D4Y
요코스카 D4Y(영어: Yokosuka D4Y; 일본어: 彗星)는 일본군 해군이 태평양 전쟁 기간 운용했던 함상폭격기 겸 함상정찰기. 99식 함상폭격기보다 많은 숫자인 2038대가 생산되었다.

## 같이 보기
- 99식 함상폭격기
- 커티스 SB2C 헬다이버
- SBD 돈틀리스 급강하 폭격기